# 叶楚屏
叶楚屏（1916年—2000年），中国人民解放军将领、中国人民解放军开国少将。
曾任中国人民解放军训练总监部部长助理兼办公室主任。1955年，授予中国人民解放军少将。